# (17670) Liddell
(17670) Liddell (1996 XQ19) – planetoida z pasa głównego asteroid okrążająca Słońce w ciągu 4,65 lat w średniej odległości 2,79 j.a. Odkryta 8 grudnia 1996 roku.